# Cronologia da pandemia de COVID-19 na Índia
Este artigo documenta a cronologia da pandemia de COVID-19 na Índia.

## Cronologia

### Janeiro de 2020
- 30 de janeiro: O primeiro caso confirmado do novo coronavírus na Índia é registrado em Kerala. O paciente é um estudante da Universidade de Wuhan.[1][2]

### Fevereiro de 2020
- 3 de fevereiro: Após mais 2 casos, o governo de Kerala declara emergência de estado.[1][2]
- 4 de fevereiro: A Índia cancela os vistos existentes para os chineses e os estrangeiros que visitavam a China nas últimas duas semanas, um dia após o número de mortos na China.[2]
- 20 de fevereiro: Uma médica, que é a primeira paciente com o novo coronavírus na Índia, recebe alta do hospital de Kerala.[3]

### Março de 2020
- 12 de março: A primeira morte do novo coronavírus é registrada na Índia. O paciente é um homem de 76 anos e de Kalburgi, Karnataka.[1][2]
- 15 de março: O número de casos confirmados do novo coronavírus na Índia ultrapassa mais de 100.[2][4]
- 19 de março: O governo da Índia proíbe a chegada de todos os voos internacionais por uma semana a partir de 22 de março, restringe as reuniões públicas e bloqueia as estradas para selar a Caxemira devido ao surto do novo coronavírus.[5][6]
- 22 de março: O governo da Índia lança um toque de recolher de 14 horas para combater a disseminação do novo coronavírus.[7]
- 23 de março: Um homem tibetano de 59 anos, que morre no Himachal Pradesh, torna-se a primeira pessoa estrangeira a morrer devido à Covid-19 na Índia.[8]
- 28 de março: Telangana registra a primeira morte causada pelo novo coronavírus.[9]

### Abril de 2020
- 6 de abril: O número de mortes causadas pelo novo coronavírus na Índia ultrapassa mais de 100, registrado pelo Ministério da Saúde do país.[10]
- 14 de abril: O governo da Índia estende o bloqueio total em todo o país, o maior do mundo, até 3 de maio.[11]
- 22 de abril: A Índia suspende os testes de anticorpos contra o novo coronavírus após as perguntas sobre confiabilidade.[12]
- 29 de abril: O número de mortes causadas pelo novo coronavírus na Índia ultrapassa mais de 1.000.[13]

### Maio de 2020
- 1 de maio: O Ministério de Assuntos Internos da Índia estende a terceira etapa do bloqueio total até 17 de maio em todo o país.[14][15]
- 16 de maio: A Índia ultrapassa a China em número de casos confirmados do novo coronavírus.[16]
- 18 de maio: O número de casos confirmados do novo coronavírus na Índia ultrapassa 100.000, registrado pelo Ministério da Saúde do país.[17][18]
- 29 de maio: Um bando de macacos ataca um funcionário de laboratório da faculdade medicina estatal de Meerut no estado indiano de Uttar Pradesh, roubando as amostras de sangue de pacientes diagnosticados com o novo coronavírus.[19]
- 31 de maio: O número de mortes causadas pelo novo coronavírus na Índia ultrapassa 5.000. A Índia é o nono país mais atingido pela pandemia de Covid-19.[20]

### Junho de 2020
- 3 de junho: O número de casos confirmados do novo coronavírus na Índia ultrapassa 200.000, registrado pelo Ministério da Saúde do país.[21]
- 12 de junho: O número de casos confirmados do novo coronavírus na Índia ultrapassa 300.000 e torna-se o quarto país do mundo com maior número de casos confirmados do novo coronavírus após ultrapassar o Reino Unido.[22][23]
- 13 de junho: O Ministério da Saúde da Índia adiciona a perda do olfato e do paladar na lista de sintomas da COVID-19.[24]
- 17 de junho: O número de mortes causadas pelo novo coronavírus na Índia ultrapassa 10.000. A Índia é o oitavo país do mundo a atingir essa marca.[25]
- 26 de junho: O número de casos confirmados do novo coronavírus na Índia ultrapassa 500.000. A índia torna-se o quarto país do mundo a atingir essa marca.[26]

### Julho de 2020
- 6 de julho: A Índia supera a Rússia e torna-se o terceiro país do mundo com maior número de casos confirmados do novo coronavírus. A marca é registrada pelo Ministério da Saúde da Índia.[27][28]
- 7 de julho: O número de mortes causadas pelo novo coronavírus na Índia ultrapassa 20.000, registrado pelo Ministério da Saúde do país.[29][30]
- 17 de julho: O número de casos confirmados do novo coronavírus na Índia ultrapassa um milhão.[31]
- 24 de julho: O número de mortes causadas pelo novo coronavírus na Índia ultrapassa 30.000, registrado pelo Ministério da Saúde do país. A Índia supera o França e torna-se o sexto país do mundo com maior número de mortes causadas pelo novo coronavírus.[32]
- 29 de julho: O número de casos confirmados do novo coronavírus na Índia ultrapassa 1,5 milhão.[27]

### Agosto de 2020
- 6 de agosto: O número de mortes causadas pelo novo coronavírus na Índia ultrapassa 40.000, registrado pelo Ministério da Saúde do país.[33]
- 7 de agosto: O número de casos confirmados do novo coronavírus na Índia ultrapassa 2 milhões. A Índia é o terceiro país do mundo a atingir essa marca.[34]
- 14 de agosto: A Índia supera o Reino Unido e torna-se o quarto país do mundo com maior número de mortes causadas pelo novo coronavírus. A marca é registada pelo Ministério da Saúde do país.[35]
- 15 de agosto: O número de mortes causadas pelo novo coronavírus na Índia ultrapassa 50.000. A Índia é o quarto país do mundo, atrás dos Estados Unidos, do Brasil e do México.[36]
- 23 de agosto: O número de casos confirmados do novo coronavírus na Índia ultrapassa 3 milhões. A Índia é o terceiro país do mundo a atingir essa marca.[37]
- 27 de agosto: O número de mortes causadas pelo novo coronavírus na Índia ultrapassa 60.000, registrado pelo Ministério da Saúde do país.[38][39]

### Setembro de 2020
- 5 de setembro: O número de casos confirmados do novo coronavírus na Índia ultrapassa 4 milhões, registrado pelo Ministério da Saúde do país.[40]
- 7 de setembro: A Índia com 4.204.613 casos supera o Brasil com 4.137.521 e torna-se o segundo país do mundo com maior número de casos confirmados do novo coronavírus. A marca é registada pelo Ministério da Saúde do país.[41][42]
- 16 de setembro: O número de casos confirmados do novo coronavírus na Índia ultrapassa 5 milhões. A Índia mantém o segundo país do mundo a ter a mesma marca de casos, atrás apenas dos Estados Unidos.[43]
- 21 de setembro: O Taj Mahal, monumento mais visitado da Índia, reabre após seis meses de fechamento por causa da pandemia.[44]
- 28 de setembro: O número de casos confirmados do novo coronavírus na Índia ultrapassa 6 milhões, registrado pelo Ministério da Saúde do país. A Índia mantém o segundo país do mundo a ter a mesma marca de casos, atrás apenas dos Estados Unidos.[45]

### Outubro de 2020
- 3 de outubro: O número de mortes causadas pelo novo coronavírus na Índia ultrapassa 100.000, registrado pelo Ministério da Saúde do país. A Índia torna-se o terceiro país do mundo a atingir essa marca depois dos Estados Unidos e do Brasil.[46][47][48][49]
- 10 de outubro: O número de casos confirmados do novo coronavírus na Índia ultrapassa 7 milhões, registrado pelo Ministério da Saúde do país. A Índia mantém o segundo país do mundo a ter a mesma marca de casos, atrás apenas dos Estados Unidos.[50][51]
- 28 de outubro: O número de casos confirmados do novo coronavírus na Índia ultrapassa 8 milhões, registrado pelo Ministério da Saúde do país. A Índia mantém o segundo país do mundo a ter a mesma marca de casos, atrás apenas dos Estados Unidos.[52][53]

### Novembro de 2020
- 20 de novembro: O número de casos confirmados do novo coronavírus na Índia ultrapassa 9 milhões, registrado pelo Ministério da Saúde do país.[54][55]

### Dezembro de 2020
- 8 de dezembro: O Ministério da Saúde da Índia registra 26.567 novas infecções pelo novo coronavírus, o menor aumento diário de casos da doença desde 10 de julho.[56]
- 13 de dezembro: O número de mortes causadas pelo novo coronavírus em Delhi ultrapassa a marca de 10.000, registrada pela capital da Índia.[57]
- 19 de dezembro: O número de casos confirmados do novo coronavírus na Índia ultrapassa 10 milhões, registrado pelo Ministério da Saúde do país. A Índia torna-se o segundo país a ultrapassar essa marca depois dos Estados Unidos.[58][59]

### Janeiro de 2021
- 3 de janeiro: O regulador de medicamentos da Índia aprova o uso emergencial das primeiras vacinas contra o novo coronavírus, desenvolvidas pela farmacêutica britânica AstraZeneca com a Universidade de Oxford e pela empresa local da Bharat Biotech.[60][61]
- 6 de janeiro: O número de mortes causadas pelo novo coronavírus na Índia ultrapassa 150.000, registrado pelo Ministério da Saúde do país. A Índia torna-se o terceiro país a registrar essa marca, depois dos Estados Unidos e do Brasil.[62]
- 16 de janeiro: A Índia lança a maior campanha de vacinação contra COVID-19 do mundo, começando a vacinar os profissionais de saúde.[63]
- 28 de janeiro: A Índia torna-se o quarto país do mundo com maior número de mortes causadas pelo novo coronavírus após ser ultrapassada pelo México.[64][65]

### Fevereiro de 2021
- 5 de fevereiro: A Índia torna-se o primeiro país do mundo a ultrapassar a marca de 5 milhões de pessoas vacinadas contra COVID-19, de acordo com o Ministério da Saúde do país.[66]
- 16 de fevereiro: O governo da Índia confirma quatro casos de variante sul-africana e um da brasileira ambos do novo coronavírus em pessoas que viajaram para o exterior.[67]
- 22 de fevereiro: O número de casos confirmados do novo coronavírus na Índia ultrapassa 11 milhões, registrado pelo Ministério da Saúde do país.[68]
- 22 de fevereiro: O estado indiano de Maharashtra anuncia a proibição total de todas as reuniões políticas, sociais e religiosas devido ao aumento de casos de COVID-19.[69]

### Março de 2021
- 14 de março: A Índia torna-se o terceiro país do mundo com  mais casos do novo coronavírus, sendo superado pelo Brasil.[70]
- 26 de março: Pelo menos 10 pessoas morrem em um incêndio, em um hospital localizado dentro de um shopping na capital da Índia, Mumbai.[71]
- 29 de março: O número de casos confirmados do novo coronavírus na Índia ultrapassa 12 milhões, registrado pelo Ministério da Saúde do país.[72]

### Abril de 2021
- 5 de abril: O governo da Índia informa que o número de novos casos do novo coronavírus em 24 horas ultrapassa 100.000 pela primeira vez. A Índia torna-se o segundo país do mundo a registrar essa marca em um dia depois dos Estados Unidos.[73][74]
- 12 de abril: A Índia torna-se o segundo país do mundo com mais casos do novo coronavírus, superando o Brasil, de acordo com dados da Universidade Johns Hopkins.[75][76][77]
- 13 de abril: O Ministro da Saúde da Índia aprova o uso emergencial da vacina russa Sputnik V contra COVID-19, uma das três vacinas registradas pelas autoridades regulatórias do país.[78]
- 15 de abril: O governo da Índia informa que o número de novos casos do novo coronavírus em 24 horas ultrapassa 200.000 pela primeira vez.[79]
- 20 de abril: O principal líder do partido da oposição no Congresso, Rahul Gandhi, testa positivo para COVID-19.[80]
- 21 de abril: Pelo menos 22 pacientes com o novo coronavírus morrem após vazamento de oxigênio em tanque de um hospital, em Nashik, uma cidade do estado ocidental mais afetado de Maharashtra, na Índia.[81]
- 22 de abril: O governo da Índia informa que o número de novos casos do novo coronavírus em 24 horas ultrapassa 300.000 pela primeira vez.[82]
- 23 de abril: Um incêndio no hospital Vijay Vallabh, nos arredores de Mumbai mata 13 pacientes com COVID-19.[83]
- 23 de abril: O Ministério da Saúde da Índia registra 332.730 novos casos da COVID-19 nas 24 horas, atingindo um recorde histórico de mais de 300.000 casos da doença em 24 horas.[84]
- 28 de abril: O número de mortes causadas pelo novo coronavírus na Índia ultrapassa 200.000, registrado pelo Ministério da Saúde do país. A Índia torna-se o quarto país a ultrapassar essa marca após os Estados Unidos, o Brasil e o México.[85][86][87]

### Maio de 2021
- 1 de maio: O governo da Índia informa que o número de novos casos do novo coronavírus em 24 horas ultrapassa 400.000 pela primeira vez. A Índia torna-se o primeiro país do mundo a registrar essa marca em um dia.[88][89]
- 2 de maio: A ajuda internacional chega à Índia para aliviar a escassez de oxigênio hospitalar no país.[90]
- 3 de maio: A Índia ultrapassa o México e torna-se o terceiro país do mundo com mais mortes causadas pelo novo coronavírus, de acordo com os dados da Universidade Johns Hopkins e do Our World in Data.[91]
- 4 de maio: O número de casos confirmados do novo coronavírus na Índia ultrapassa 20 milhões, registrado pelo Ministério da Saúde do país. A Índia torna-se o segundo país do mundo a ultrapassar essa marca depois dos Estados Unidos. O governo do primeiro-ministro do país, Narendra Modi, é amplamente criticado por permitir os festivais religiosos e as reuniões políticas.[92][93][94]
- 8 de maio: O governo da Índia informa que o número de novas mortes causadas pelo novo coronavírus em 24 horas ultrapassa 4.000 pela primeira vez.[95][96]
- 12 de maio: O número de mortes causadas pelo novo coronavírus na Índia ultrapassa 250.000, registrado pelo Ministério da Saúde do país.[97][98]
- 18 de maio: O número de casos confirmados do novo coronavírus na Índia ultrapassa 25 milhões, registrado pelo Ministério da Saúde do país. A Índia torna-se o segundo país do mundo a ultrapassar essa marca depois dos Estados Unidos.[99][100]
- 23 de maio: O número de mortes causadas pelo novo coronavírus na Índia ultrapassa 300.000, registrado pelo Ministério da Saúde do país. A Índia torna-se o terceiro país do mundo a ultrapassar essa marca após os Estados Unidos e o Brasil.[101][102]

### Junho de 2021
- 3 de junho: Uma leoa de 9 anos Neela morre de COVID-19 após um surto da doença atingir o zoológico de Valandur, na Índia. Outros leões testam positivo para a doença.[103][104]
- 7 de junho: O primeiro-ministro da Índia, Narendra Modi, anuncia a vacinação gratuita contra a COVID-19 para todos os adultos.[105]
- 8 de junho: O número de mortes causadas pelo novo coronavírus na Índia ultrapassa 350.000, registrado pelo Ministério da Saúde do país.[106]
- 16 de junho: O Taj Mahal reabre em meio à queda de casos do novo coronavírus na Índia.[107][108]
- 23 de junho: O número de casos confirmados do novo coronavírus na Índia ultrapassa 30 milhões, registrado pelo Ministério da Saúde do país.[109][110]

### Julho de 2021
- 2 de julho: O número de mortes causadas pelo novo coronavírus na Índia ultrapassa 400.000, registrado pelo Ministério da Saúde do país. A Índia torna-se o terceiro país do mundo a ultrapassar essa marca após os Estados Unidos e o Brasil.[111][112][113]

### Setembro de 2021
- 10 de setembro: A partida de críquete entre a Inglaterra e a Índia é cancelada devido ao surto de COVID-19 no país asiático.[114]
- 22 de setembro: Thangarasu Natarajan, do Sunrisers Hyderabad, torna-se o primeiro jogador da Primeira Liga Indiana de críquete a testar positivo para COVID-19 pouco antes da partida do time contra o Delhi Capitals no mesmo dia.[115]
- 28 de setembro: O Ministério da Saúde da Índia relata o menor número diário de mortes causadas por COVID-19 em mais de seis meses. O número de 179 mortes de COVID-19 é o menor número diário desde meados de março de  mesmo ano.[116]

### Outubro de 2021
- 15 de outubro: A Índia reabre a entrada de turistas estrangeiros totalmente vacinados que viajam em voos fretados após a queda de número de casos de COVID-19.[117]
- 21 de outubro: O número de vacinas aplicadas contra COVID-19 na Índia ultrapassa um bilhão, registado pelo Ministério da Saúde do país. O governo do país comemora a marca com o primeiro-ministro Narendra Modi, agradecendo aos profissionais de saúde, e os monumentos do país são iluminados com as cores nacionais.[118][119]